# Ronan Foley
Ronan Foley (Irlanda, 26 de agosto de 1998) es un jugador profesional irlandés de rugby que se desempeña en la posición de número 8 en Dallas Jackals, equipo perteneciente a la liga Major League Rugby.

## Carrera
En 2020, Foley se unió al equipo Toronto Arrows (2020-2022), después pasó a Seattle Seawolves (2022-2023), luego a Dallas Jackals, disputando su cuarta temporada en la Major League Rugby.